# Роккі Бальбоа (фільм)
Роккі Бальбоа (англ. Rocky Balboa) — американський фільм 2006 року, режисера Сильвестра Сталлоне. Слоган фільму – «Доки він живий — бій не закінчений»

## Сюжет
Роккі Бальбоа, який постарів і давно пішов з боксу, живе тихим життям вдівця. Його дружина Адріана померла від раку кілька років тому. Він володіє невеликим, але дуже успішним італійським рестораном, названим на її честь, де він пригощає своїх відвідувачів та розповідає різні історії про своє спортивне минуле. Він постійно сумує за померлою дружиною. Поллі, його швагер і найкращий друг, як і раніше, підтримує його, коли з'являється можливість. Син Роккі Роберт працює клерком у пристойній компанії і рідко з ним спілкується, неохоче приєднуючись до його походів місцями пам'яті про Адріана.
Роккі зустрічається з «Крихіткою» Мері, що працює тепер барменом у «Щасливій сімці». Протягом двох тижнів Роккі швидко зближується з Мері та її сином Степсом, якого вона виховує одна. Незважаючи на такі відносини, що швидко розвиваються, Роккі тримає дистанцію, тому що все ще любить Адріану. Тим часом боксерський світ обговорює нового чемпіона-важковаговика Мейсона Діксона, якого всі критикують за те, що його суперники нібито були слабкі. Це дуже засмучує Діксона, і він у пошуках поради їде до свого старого тренера Мартіна. Той каже йому, що для того, щоб добитися поваги, потрібні випробування.
ESPN показує комп'ютерне моделювання бою між кращими боксерами різних епох: між Роккі (молодим) і Мейсоном, щоб порівняти, хто краще. Бій закінчується на користь Роккі. Цей бій надихає Роккі повернутися до боксу, і він відновлює свою ліцензію. Промоутери Діксона вирішують провести благодійний бій з Роккі у Лас-Вегасі, щоб підтримати та відновити репутацію Мейсона. Вони пропонують Роккі битися з Діксоном, мотивуючи це тим, що буде просто показовий бій. Після деяких вагань Роккі погоджується. Однак Роберту ця ідея не до душі, він приїжджає до батька і намагається відмовити його від бою, пояснюючи тим, що хоче нарешті вийти з його тіні. Роккі пояснює сину, що тільки сама людина робить собі дорогу в житті, і що «не важливо, як ти вдариш, а важливо, якою тримаєш удар». Наступного дня батько та син зустрічаються на могилі Адріани та миряться; Роберт звільнився зі своєї роботи, щоб бути разом із батьком. Роккі знову тренується під керівництвом Тоні «Дюка» Еверса, колишнього тренера Аполло Кріда. Тренування супроводжуються пробіжками Філадельфією і сходами до музею мистецтв.
Діксон каже Роккі, що не битиме на повну силу, але якщо Роккі битиме щосили, то Мейсон теж битиметься серйозно. Глядачі оваціями вітають Роккі, який виходить на ринг під пісню Френка Сінатри «Великі надії». Публіка прохолодно зустрічає Мейсона. Бій починається. Натренований Роккі завдає Діксону потужних ударів. Мейсон вирішує битися на повну силу, але зненацька пошкоджує руку. Пізніше він помітив, що у Роккі «цегла в рукавичках». Подальший бій він продовжує під анестезією. Бій триває усі 10 раундів, під час яких перед очима Роккі з'являються Адріана та його старий тренер Міккі Голдмілл. Саме ці бачення стимулюють його продовжувати бій. Після закінчення 10-го раунду противники обіймаються і дякують один одному. Мейсон пройшов випробування, про які говорив його тренер, а Роккі довів собі, що людина не старіє, поки молода серцем. Двоє суддів із трьох із невеликим відривом присуджують перемогу Діксону. Натовп оваціями вітає обох чемпіонів, один з яких Роккі вийшов на ринг востаннє у своєму житті.

## У ролях
| Актор                    | Роль                    |
| ------------------------ | ----------------------- |
| Сільвестер Сталлоне      | Роккі Бальбоа           |
| Берт Янг                 | Полі                    |
| Антоніо Тервер           | Мейсон Діксон           |
| Джеральдін Г'юз          | Марі                    |
| Майло Вентімілья         | Роберт Бальбоа молодший |
| Тоні Бертон              | Дюк                     |
| А.Дж. Бенза              | Ел Сі                   |
| Джеймс Френсіс Келлі III | Степс                   |
| Лу Дібелла               | Лу Дібелла              |
| Майк Тайсон              | Майк Тайсон             |

## Касові збори
Під час показу в Україні, що розпочався 25 січня 2007 року, протягом перших вихідних фільм зібрав $82,031 і посів 2 місце в кінопрокаті того тижня. Фільм опустився на п'яту сходинку українського кінопрокату наступного тижня і зібрав за ті вихідні ще $19,812. Загалом фільм в кінопрокаті України пробув 3 тижні і зібрав $142,104, посівши 85 місце серед найбільш касових фільмів 2007 року.